# Colorful Stage! The Movie: A Miku Who Can’t Sing
Colorful Stage! The Movie: A Miku Who Can't Sing ist ein japanischer Anime-Film aus dem Jahr 2025, der auf dem Handyspiel Hatsune Miku: Colorful Stage! (entwickelt von Colorful Palette und Sega) basiert.

## Inhalt
Die Geschichte beginnt mit Ichika Hoshino, einer introvertierten Schülerin und leidenschaftlichen Straßenmusikerin, die sich mit ihren eigenen Unsicherheiten in Bezug auf ihre Musik und deren Wirkung auf andere auseinandersetzt. Eines Tages betritt sie ein Musikgeschäft, wo sie einen mysteriösen Song hört, der sie tief berührt. Der Song scheint von Hatsune Miku zu stammen, klingt jedoch ungewöhnlich melancholisch und unvollständig.
Kurz darauf begegnet Ichika in einer surrealen Vision einer Version von Hatsune Miku, die ihre Stimme verloren hat – sie kann nicht mehr singen. Diese Miku stammt aus einer beschädigten „Sekai“ (eine alternative Realität, in der Musik und Emotionen eine zentrale Rolle spielen), die durch emotionale Dissonanzen zerstört wurde. Miku bittet Ichika um Hilfe: Nur durch das Verstehen menschlicher Gefühle und echter musikalischer Verbindung kann sie ihre Stimme zurückerlangen.
Ichika wird zusammen mit anderen Mitgliedern aus verschiedenen Musikgruppen – wie Leo/need, MORE MORE JUMP!, Vivid BAD SQUAD, Wonderlands×Showtime und Nightcord at 25:00 – in diese fragmentierte Sekai gezogen. Jede dieser Gruppen steht für unterschiedliche Musikrichtungen und persönliche Konflikte, die sich in ihrer jeweiligen Welt widerspiegeln. Gemeinsam stellen sie sich der Herausforderung, die zerstörten Sekais zu reparieren, indem sie ihre inneren Ängste überwinden, ihre Freundschaften stärken und ihre Leidenschaft für Musik wiederentdecken.
Nach zahlreichen Rückschlägen gelingt es den Charakteren schließlich, ein gemeinsames Konzert zu veranstalten, das alle Sekais miteinander verbindet. Die Kraft ihrer vereinten Musik heilt nicht nur die beschädigten Welten, sondern gibt auch Miku ihre Stimme zurück. In einer emotionalen Szene singt sie schließlich den vollständigen Song, der Ichika zu Beginn des Films berührt hatte – diesmal in voller Stärke und mit echter Emotion.
Der Film endet mit einem epilogartigen Rückblick: Die Jugendlichen kehren in ihre reale Welt zurück, doch die Erfahrungen in der Sekai haben sie verändert. Sie sind gewachsen, selbstsicherer und offener – und ihre Musik hat eine neue Tiefe erreicht. Miku beobachtet sie aus der Ferne, mit einem Lächeln – ihre Stimme ist zurück, doch es war die Menschlichkeit der Jugendlichen, die sie gerettet hat.

## Synchronisation
| Rolle           | Japanischer Sprecher (Seiyū) |
| --------------- | ---------------------------- |
| Miku Hatsune    | Saki Fujita                  |
| Ichika Hoshino  | Ruriko Noguchi               |
| Touya Aoyagi    | Kento Itō                    |
| Mafuyu Asahina  | Rui Tanabe                   |
| Kohane Azusawa  | Akina                        |
| Minori Hanasato | Yui Ogura                    |

## Produktion
Der Anime wurde im Hause P.A. Works produziert. Der Lizenzgeber Shochiku übernahm den Vertrieb. Bei dem Film handelt es sich um ein von Hiroyuki Hata inszeniertes und von Yoko Yonaiyama geschriebenes Musikdrama.
Die Premiere des Films erfolgte am 17. Januar 2025 in den japanischen Kinos. In Deutschland wurde der Film vom Anime-Publisher peppermint anime lizenziert, welcher den Film ab dem 5. April in über 170 deutsche und österreichische Kinos brachte. Zunächst sollte der Film nur an einem Wochenende gezeigt werden, doch aufgrund des erfolgreichen Kinostarts wurde der Zeitraum der Vorführungen auf mehrere Wochen erweitert.
In den ersten 3 Tagen nach japanischem Kinostart konnte der Film etwa 230.000 Eintrittskarten verkaufen und spielte in den ersten drei Tagen 300 Millionen Yen ein, was ihm den ersten Platz in der japanischen Rangliste der Einspielergebnisse einbrachte. Im Durchschnittliche brachte jedes Kino etwa 2,07 Millionen Yen ein, was den Film zum Spitzenreiter in der landesweiten Wochenend-Rangliste der Kinokassen machte, wie von Kogyo Tsushinsha bekannt gab. Etwa ein Monat nach Kinostart konnte er zum 18. Februar 2025 die Marke von 1 Milliarde Yen überschreiten.